# Peperomia rotundata
Peperomia rotundata es una especie de hierba de la familia Piperaceae, que se encuentra en Colombia, Ecuador, Panamá y Venezuela, entre 2.000 y 3.400 m de altitud.

## Descripción
Terrestre, epífita o saxícola, muy ramificada a partir de una base enraizada, erecta, de 10 a 15 cm de altura. Tallos color verde parduzco a rojos o verdes con tintes rojos; entrenudos de 6 a 12 mm de longitud y 2 a 4 mm de diámetro, vellosos, glandular-punteados. Hojas opuestas en todos los nudos, también alternas y opuestas sobre el mismo tallo, o alternas en las ramas y opuestas en los tallos, carnosas, membranáceas, color verde oscuro en la haz, castaño o rojo oscuro en el envés; ovadas o elíptico-ovadas a orbiculares; de 0,8 a 3,6 cm de longitud, 0,5 a 3 cm de anchura; palmatinervadas, con 2 a 3 pares de nervios principales que divergen en ángulos de 45°; la venación impresa en ambas caras, oscura en la haz, prominente en el envés; láminas foliares vellosas, con glándulas de color rojo en el envés. El pecíolo rojo, de 0,8 a 1,8 mm de largo, 0,3 a 0,6 mm de diámetro.
Inflorescencias en espigas erectas, simples, terminales o axilares, hasta en 3 grupos; rojizas o púrpuras, de 3 a 6 cm de longitud y 0,6 a 1,8 mm de diámetro; flores laxamente dispuestas sobre el raquis; bráctea orbicular de 0,3 a 0,4 mm de diámetro, rojo oscura, con glándulas rojas; anteras orbiculares de 0,2 a 0,4 mm de largo, estigma subapical. Fruto sésil, subgloboso a ovoide, de 0,3 mm de longitud, con un pico triangular apical, oblicuo y corto; cuerpo del fruto verruculoso, de color verde, pero marrón cuando seco.